# Sascha Westphal
Sascha Westphal (* 1971 in Dortmund) ist ein deutscher Film- und Theaterkritiker. 
Westphal studierte Theater-, Film- und Fernsehwissenschaften, Germanistik und Geschichte in Bochum. Seit 1994 arbeitet er als freier Theater- und Filmkritiker für verschiedene Tageszeitungen, Zeitschriften und Internetportale. 
Er schreibt u. a. für epd Film, filmstarts.de, die Frankfurter Rundschau, kulturwest.de, nachtkritik.de, Theater der Zeit, die WAZ, Die Welt und Derwesten.de. 
Westphal lebt in Dortmund.

## Schriften (Auswahl)
- Mit Michael Kohler: Die 50 besten Filmkomödien: ... und die DVDs, die Sie haben müssen. Berlin: Bertz u. Fischer 2009. ISBN 978-3-86505193-6
- Mit Olaf Müller und Hans Schifferle: Literatur und Romantik. Das Kino des Eckhart Schmidt. München: Belleville 1997. ISBN 3-923646712
- Mit Christian Lukas: Russell Crowe. Berlin: Bertz u. Fischer 2001. (Stars! 1)
- Mit Christian Lukas: Buffy – Im Bann der Dämonen. Das inoffizielle Fanbuch über die neue Kultserie und ihre Hintergründe. München: Knaur 1999. ISBN 3-426-61354-9.
- Mit Christian Lukas: Housewives – zum Äußersten bereit. München: Heyne 2005. ISBN 3-453-59017-1
- Natalie Portman. Berlin: Bertz u. Fischer 2001. (Stars! 7). ISBN 3-92947037-3